# Alfred Higgins Burne
Pour les articles homonymes, voir Higgins et Burne (homonymie).
Alfred Higgins Burne (1886–1959), est un soldat et un historien militaire britannique.

## Carrière
Alfred Burne fait ses études au Winchester College et à l'Académie royale militaire de Woolwich, avant d'être incorporé au Royal Artillery en 1906.